# Pirgowa-Turm

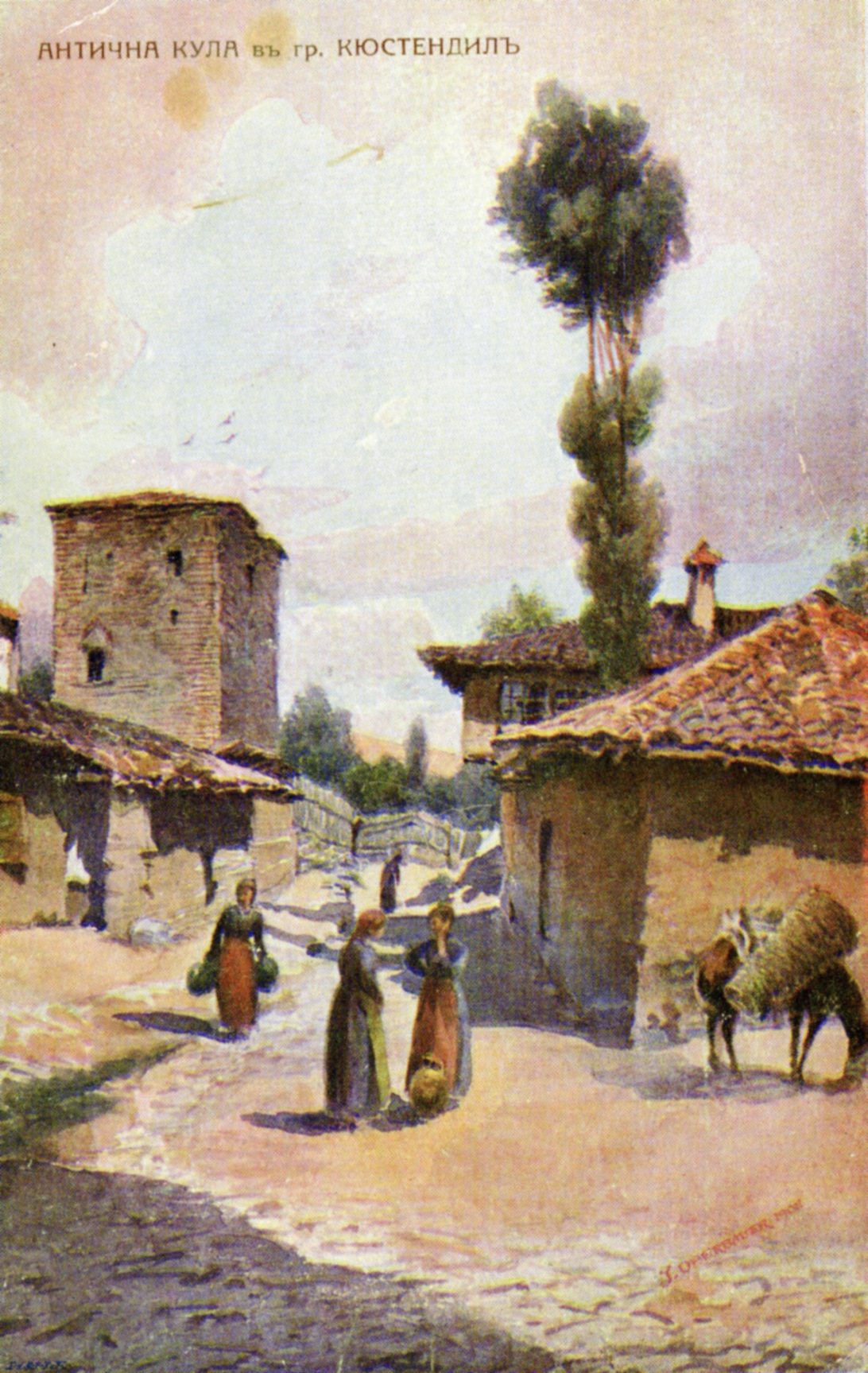
Der Pirgowa-Turm in einem Werk von Josef Oberbauer (1908)

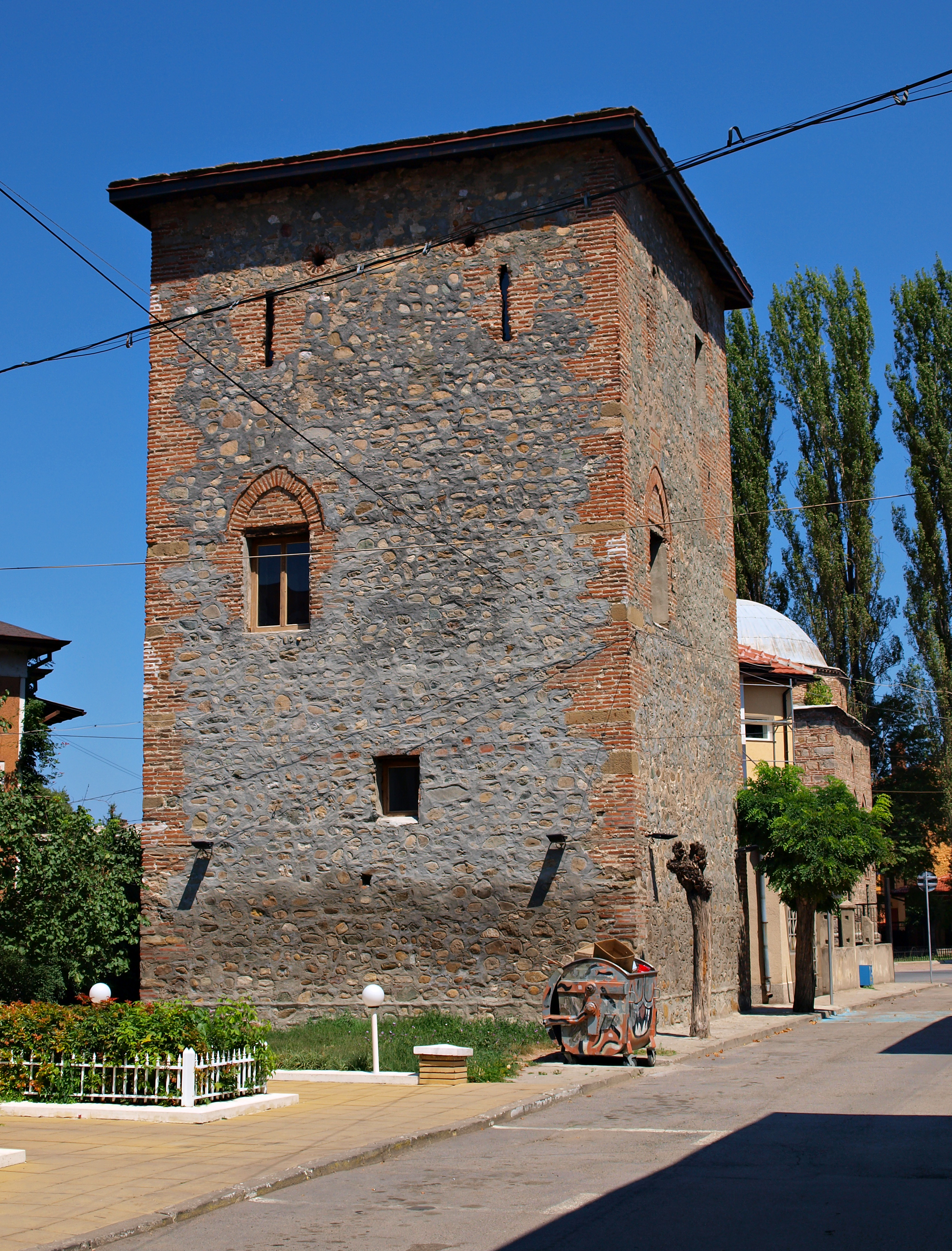
Der Pirgowa-Turm heute

Der Pirgowa-Turm (bulgarisch Пиргова кула/Pirgowa kula) ist ein mittelalterlicher Wehrturm, Donjon in Bulgarien. Er befindet sich in der Stadt Kjustendil im Südwesten des Landes und ist ein architektonisches und künstlerisches Kulturdenkmal von nationaler Bedeutung.

## Lage
Der Pirgowa-Turm befindet sich in der K. Tsonev Str., neben den alten römischen Thermen im Zentrum der Stadt Kjustendil, ca. 90 km südwestlich der bulgarischen Hauptstadt Sofia. In der Nähe befinden sich die Ahmed-Bey-Moschee, der osmanische Hammām Tschifte Banja, sowie das archäologische und das historische Museum der Stadt Kjustendil.

## Baugeschichte
Der Name des Turms leitet sich aus dem griechischen Wort für Turm – Πύργος (Pirgos), dt. Turm, Burg, Festung. Eine genaue Datierung wurde nicht durchgeführt. In der wissenschaftlichen Literatur wird jedoch ein Zeitraum zwischen Mitte, Ende des 14. Jahrhunderts und Anfang des 15. Jahrhunderts genannt. Jordan Iwanow bringt die Errichtung des Turms zeitlich mit dem Bau der Festungsanlagen von Widin in Verbindung. Gebaut wurde der Turm in der Tradition der Befestigungsarchitektur des Zweiten Bulgarenreichs (→Schule von Tarnowo). Er unterscheidet sich jedoch von anderen in der Region erhaltenen Wehrtürmen, darunter vom Chreljo-Turm im Rila-Kloster. Zu dieser Zeit war die Region zwischen dem bulgarischen, serbischen und byzantinischen Reich umkämpft. Ende des 14. Jahrhunderts bildete sich im Südwesten der bulgarischen Gebiete das selbstständige Despotat Welbaschd unter Konstantin Dragaš.
Der Bau des Turms hängt mit dem zunehmenden Sicherheitsbedürfnis der Region in dieser Epoche zusammen. Der Turm hat einen fast quadratischen Grundriss: 8,25 х 8,35 m und ist 15 m hoch. Er hat ein Erdgeschoss und 3 Stockwerke. Die Wände sind im Erdgeschoss, das als Speicher diente, 1,4 m und bei den ersten zwei Stockwerke 1,1 m dick. Die Wände des Obergeschosses sind 80 cm stark.
Der Turm wurde aus kleinen Blocksteinen und Ziegelsteinen mit einer Länge von 25 cm und einer Breite von 4 cm und Mörtel errichtet. Die Ziegelsteine wurden vornehmlich in der Nähe der Fensteröffnungen und Ecken benutzt. Das Material zum Bau des Turms stammte von den in der Nähe liegenden römischen Thermen.